# Willy Pragher

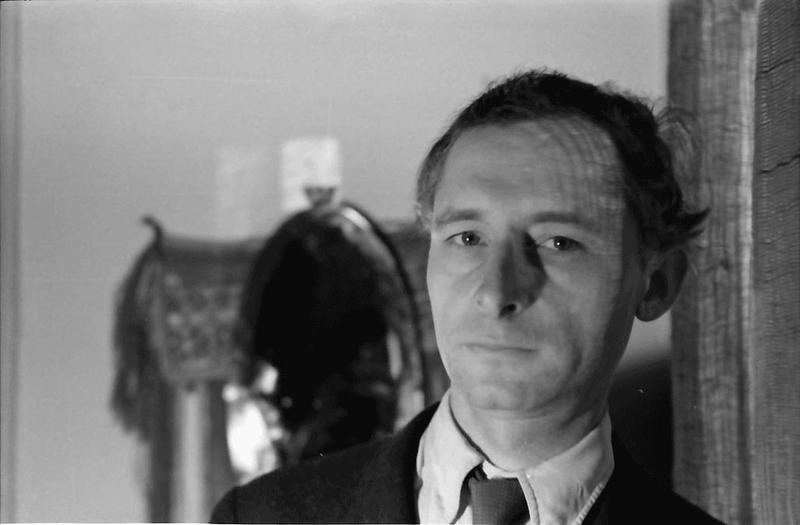
Willy Pragher, in Bukarest
Foto von Magdalena Rădulescu, Aufnahmedatum unbekannt

Willy Pragher (* 4. Mai 1908 als Wilhelm Alexander Prager in Berlin; † 25. Juni 1992 in Freiburg i. Br.) war ein deutscher Fotograf und Bildjournalist mit überregionaler Bedeutung.

## Leben
Willy Pragher wurde als Sohn der Johanna Decker aus Mittweida und des aus Bukarest stammenden Chemieingenieurs Moritz Prager geboren. Pragher besuchte Schulen in Berlin und in Stuttgart, 1924 begann er, zu fotografieren, 1928 eine Lehre beim Ullstein-Verlag in Berlin. Von 1930 bis 1932 absolvierte er eine Ausbildung in Gebrauchsgrafik und Dekoration an der Reimann-Schule in Berlin, der größten privaten Kunst- und Kunstgewerbeschule Deutschlands. Dort wurde er ab 1931 auch in Fotografie ausgebildet. Ab 1932 arbeitete er als freiberuflicher Pressefotograf unter anderem für den Ullstein-Verlag, die Berliner Illustrierte und die Badische Zeitung. Er baute einen eigenen Bilderdienst auf, unternahm zahlreiche Reisen und änderte seinen Familiennamen Prager zu Pragher, um nicht mit dem Schauspieler Willy Prager verwechselt zu werden. Von 1939 bis 1945 arbeitete er als Werbefotograf bei einer Ölfirma in Rumänien, 1944 wurde er zum Volkssturm in Bukarest eingezogen. Von 1945 bis 1949 war er in russischer Kriegsgefangenschaft in Sibirien. Danach kehrte er nach Deutschland zurück, wo er seine Arbeit in Freiburg im Breisgau wiederaufnahm und dort bis zu seinem Tod lebte.

## Nachlass
Sein umfangreicher Nachlass von rund einer Million Fotografien befindet sich im Staatsarchiv Freiburg und besteht aus rund 6.000 Glasplattennegativen, 27.000 Diapositiven, 110.000 Papierpositiven und mehreren hunderttausend Filmnegativen.

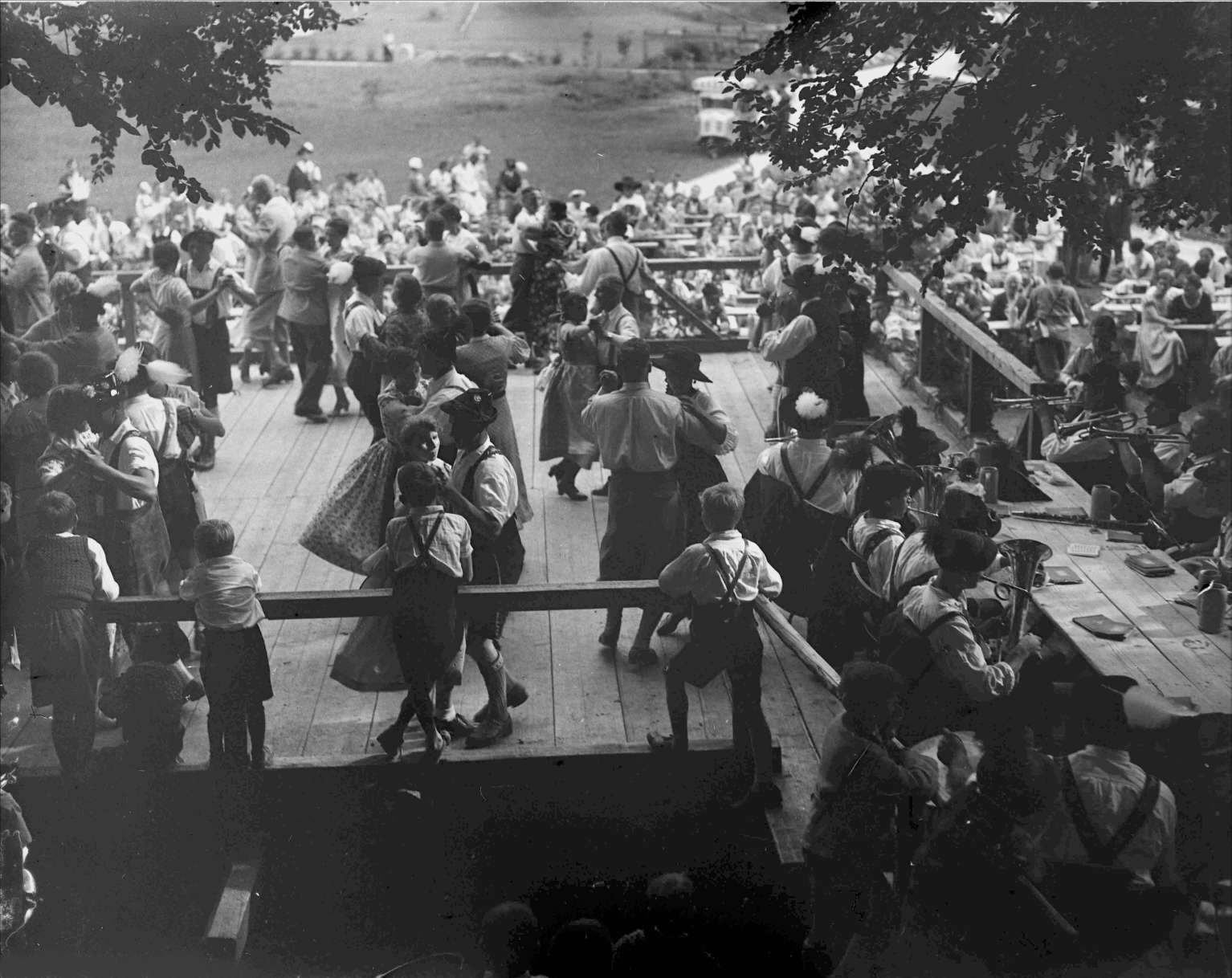
Alpenfest Obergrainau (1934)
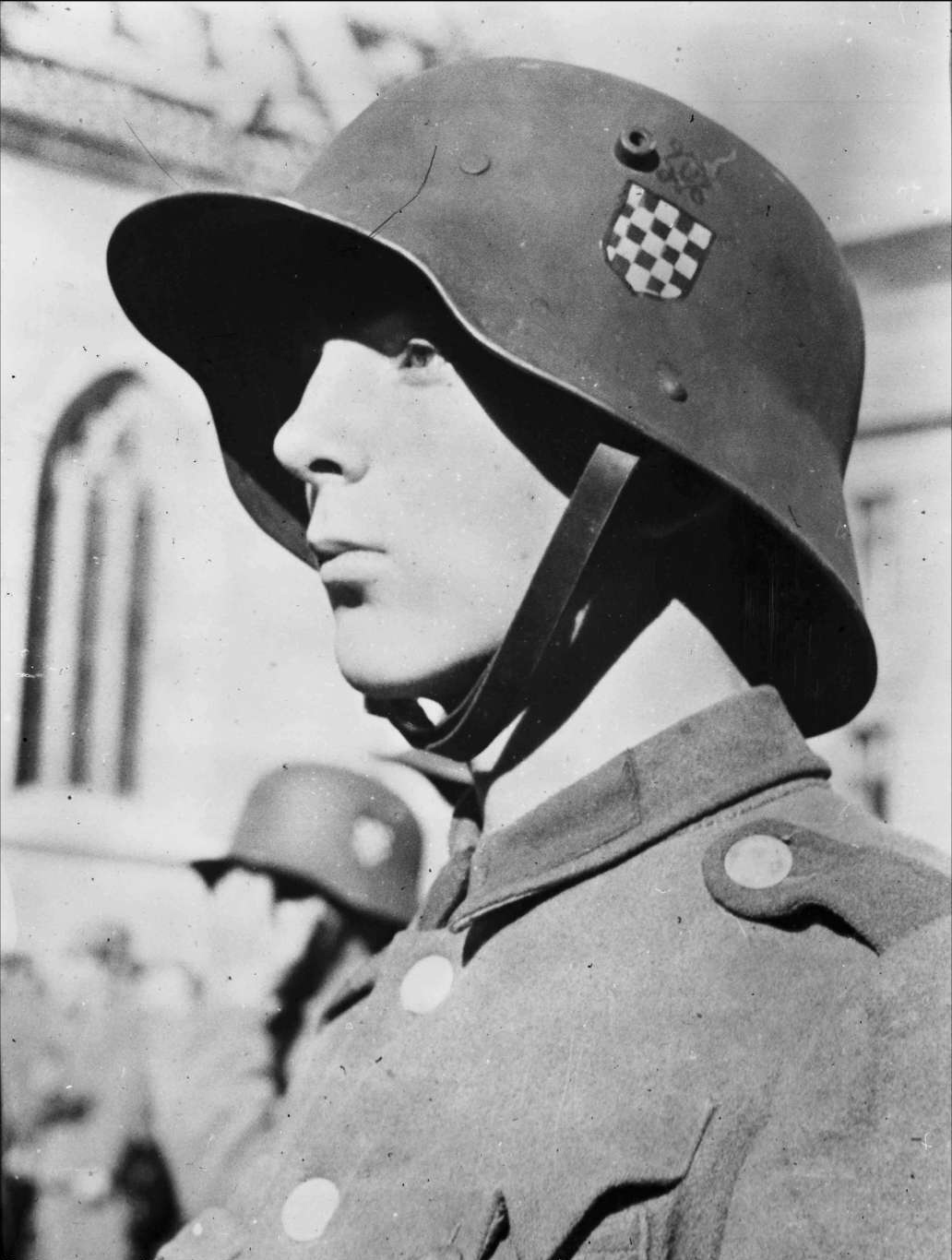
Ustascha propaganda (1942)
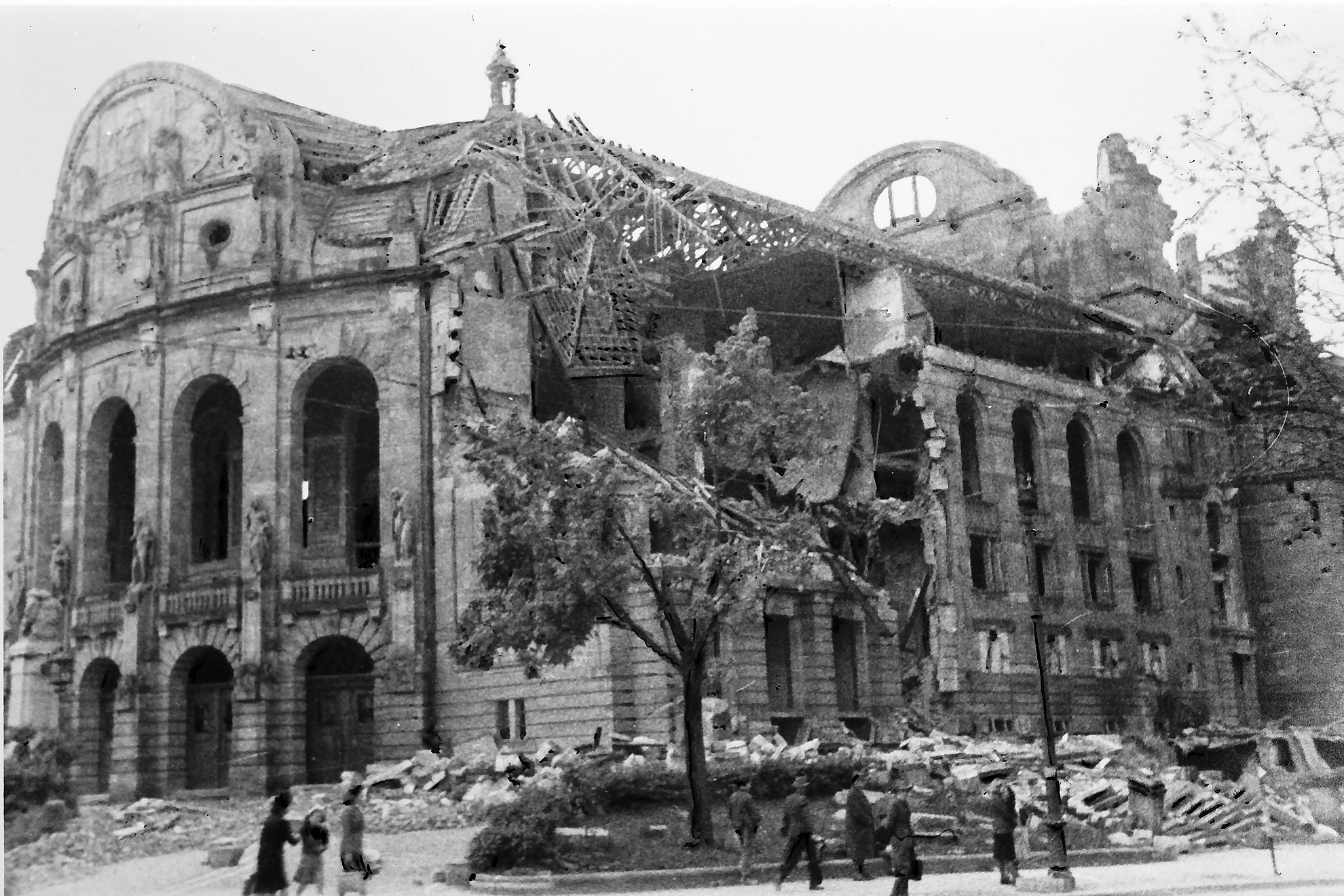
Zerstörtes Stadttheater Freiburg (um 1944)
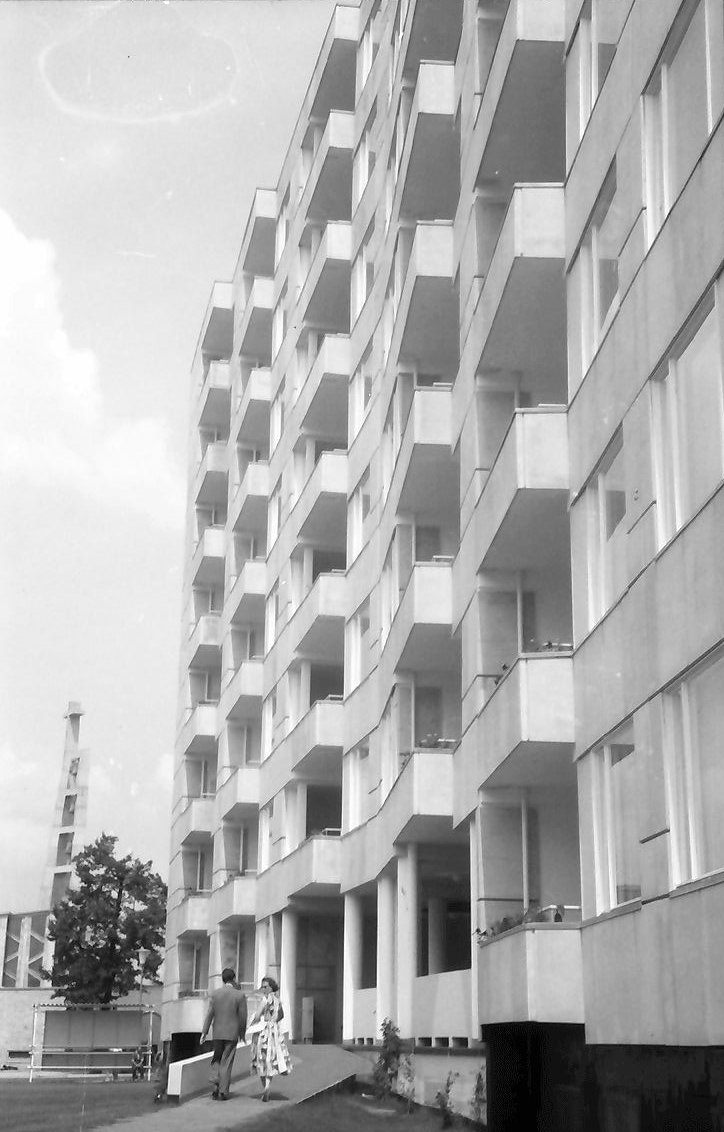
Berlin, Klopstockstrasse (1957)
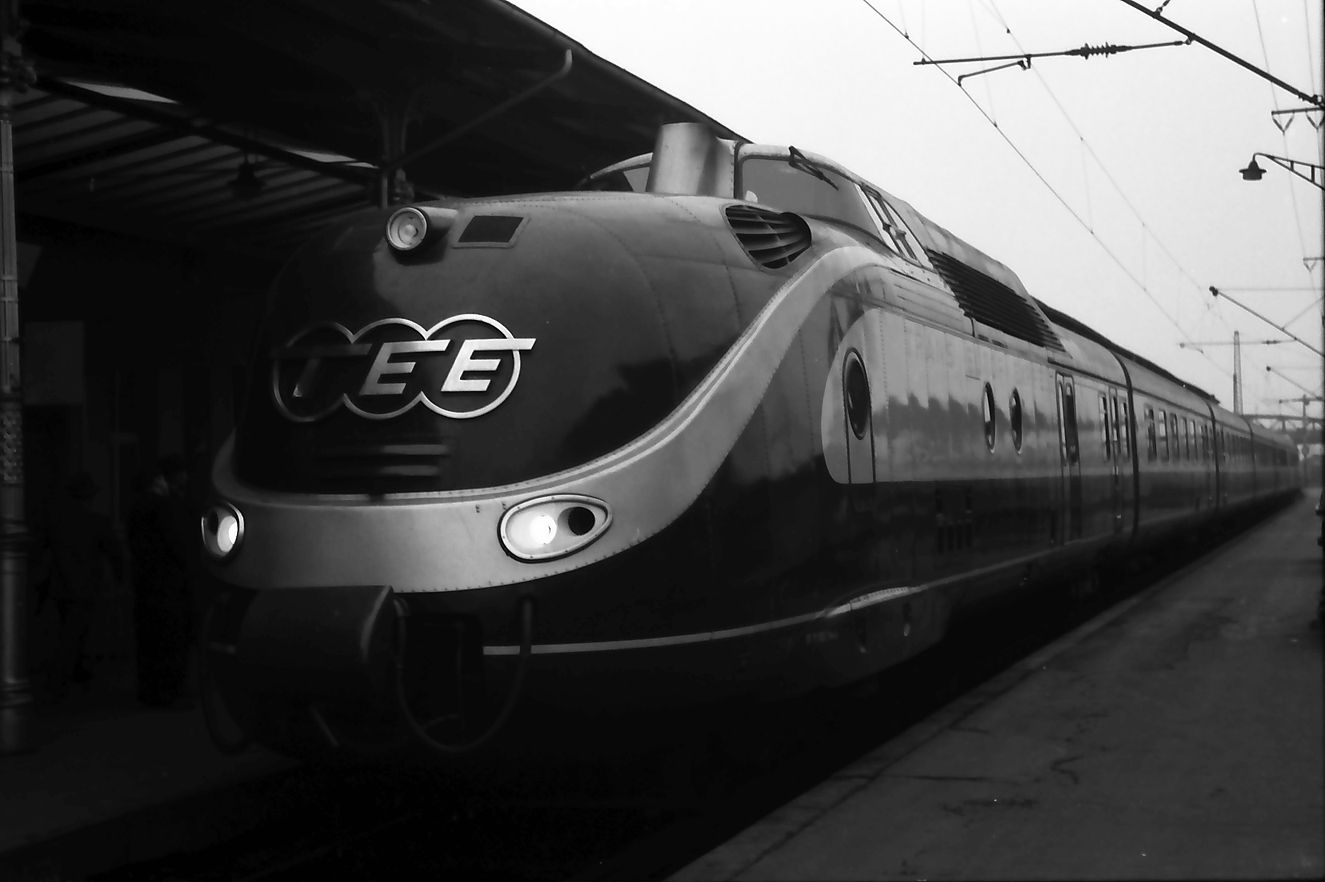
Trans-Europ-Express (1957)
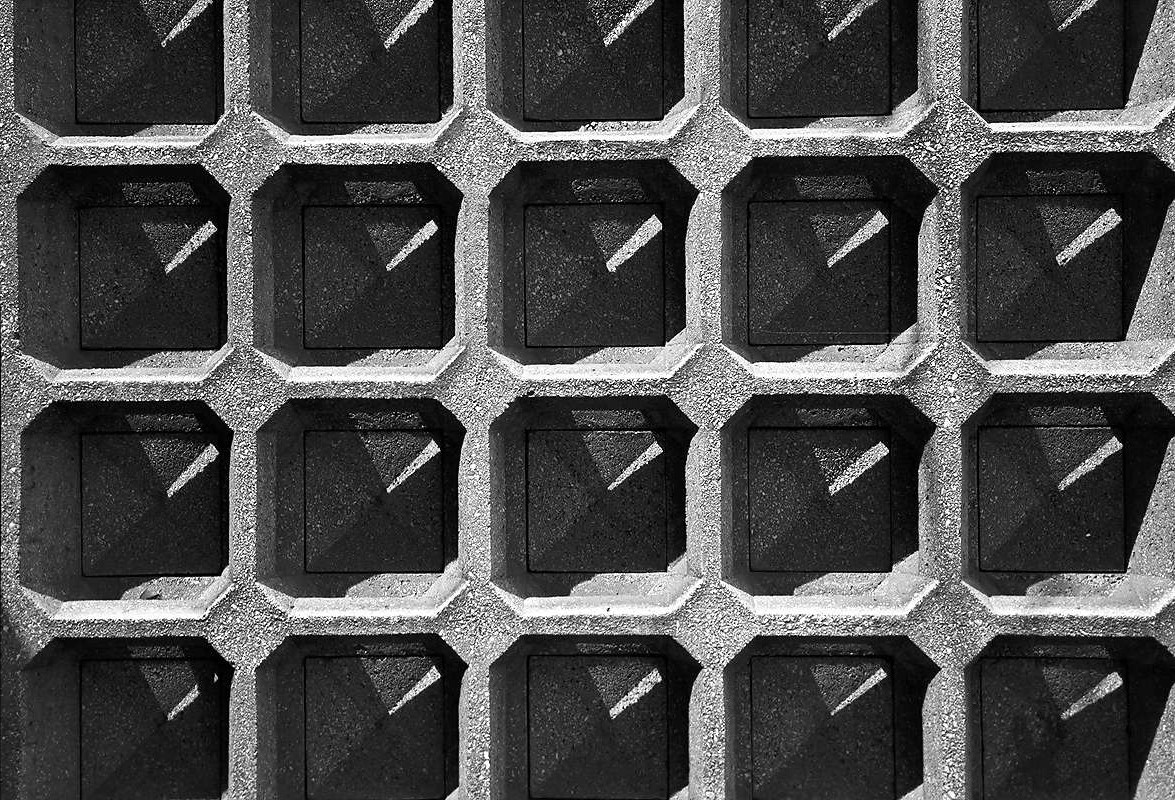
Berlin, Kaiser-Wilhelm-Gedächtniskirche (1965)

## Buchveröffentlichungen
- Korsika. Schillinger, Freiburg im Breisgau 1983
- Verkehrsknoten Berlin in den 30er Jahren. Eisenbahn-Kurier, Freiburg im Breisgau 1985 (2., erw. Aufl.)
- Berliner Verkehrsgewühl. Museum für Verkehr und Technik, Berlin 1992
- Zeit-Aufnahmen 1926–1991. Rombach, Freiburg im Breisgau 1992
- Ski und Rodel gut! Wartberg-Verlag, Gudensberg-Gleichen 2001
- Land und Leute im Südbaden der 50er Jahre. Wartberg-Verlag, Gudensberg-Gleichen 2002
- Freiburg. Wartberg-Verlag, Gudensberg-Gleichen 2002